# Куруш
Курỳшът е дребна турска монета, подразделение на официалната валута турска лира.

## Название
От етимологична гледна точка „куруш“ (kuruş) – названието на турския грош, произлиза от немското Groschen през османския турски: غروش или gurûş. В началото на 20 век той е приравнен на пиастъра, затова в много литератури, например в руската, за куруша се говори като за „турецкий пиастр“. 
Голяма част от нетурското население в пределите на Османската империя обаче продължавало да нарича монетата „грош“ и така я обозначавало в документи и художествени произведения, които не били написани на турски език.

## История
Първият турски куруш се сече през 1687 г. при султан Сюлейман ІІ с цел да замени популярните дребни европейски монети с подобна стойност (предимно австрийски), които намирали широко разпространение и в неговите владения, но имали недопустими християнски кръстове и знаци върху себе си. Първоначално на предната страна се изписвало името и годината на встъпване на султана на престола, вместо годината на издаване на монетата. От 1703 г. името се появява във форма на тура.
В началото това била тежка монета, но с течение на времето съдържанието на скъпоценни метали в нея силно намаляло и курсът ѝ станал плаващ спрямо другите европейски валути, като при султан Махмуд II стойността ѝ е равна само на 1/4 франка. Това в условията на все още пълно господство на златния стандарт е напълно основателен признак за недоверие.
- 1687 г. – първият грош има тегло 19,24 g, диаметър 40 mm и се равнява на 40 пари
- 1719 г. – теглото се увеличава до 26 g
- 1810 г. – теглото намалява до 4,65 g (при проба 486 и диаметър 28 mm)
- При султан Махмуд II (1808 – 1839) курушът се обезценява два пъти[4]
- 1 куруш при султан Селим III (1789 – 1807) се равнява на 23 куруша на Абдул Меджид I (1839 – 1861)[4]
- 1900 г. тегло само 1,202 g.

Курушът също има свои дробни (пресметнати в пари) и кратни разделения.
В началото на 19 век:
- 1 пара = 3 акчета
- бешлик = 5 пари
- онлук = 10 пари = 1/4 куруша
- онбешлик = 15 пари
- ирмилик = 20 пари = 1/2 куруша
- 1 отузлук = 30 пари
- 1 куруш = 40 пари (پاره)
- 1 алтмишлик = 60 пари = 1,5 куруша
- 1 юзлук = 100 пари = 2,5 куруша

След паричната реформа от 1844 г. на султан Абдул Меджид I Турция започва да пуска монети по европейски образец. На предната страна са изобразени турата на султана и годината на пускане, а на обратната – мястото на сечене и годината на възкачване на султана на престола.
Златните монети, проба 916 са както следва:
- 1 бешизлук = 500 куруша
- 1 ики йуз елилик = 250 куруша
- 1 лира отманлъ = 100 куруша (= 1 златна лира с тегло 7,216 g = 1 златно меджидие)

Сребърни монети, проба 830:
- 1 сребърно меджидие = 20 куруша
- 1 бешлик = 5 куруша
- 1 икилик = 2 куруша
- 1 онлук = 10 куруша
- 1 ирмилик = 20 куруша
- 1 юзлук = 25 куруша
- 1 куруш = 40 пари

## Съвременна употреба
Курушът се превръща в стандартна парична единица след паричната реформа през 1844 г. и до 1970-те години той е подразделение на турската лира.
След реформата през 1916 г.: за златната монета от 100 куруша чистото тегло на златото е фиксирано на 6,6147 g, а сребърната монета от 20 гроша (1 меджидие) е тежала 19,965 g. Но в обращение циркулират само хартиени и билонни монети.
1 куруш бива приравнен на 1 пиастър , широко разпространена монета в Близкия Изток и Северна Африка, което улеснява стокообмена и финансовите трансакции на Турция с много от съседните ѝ страни.
Преди 20 век курушът се сече като златни или сребърни монети в зависимост от номинала, а от 20 век – като билонни монети.
В резултат на силните инфлационни процеси през 20 век монетата изгубва смисъл като разменна единици и дълго време не се използва в обращение. След деноминацията от 2005, когато турската лира се раздели с шест от нулите си, курушът отново е официално подразделение на лирата в съотношение:
```
1 лира = 100 куруша
```

В обращение се намират монети от 1, 5, 10, 25 и 50 куруша.